# GThumb
gThumb es un potente visor, organizador, buscador y administrador de imágenes libre. Fue desarrollado para utilizarse en el entorno de escritorio GNOME. Originalmente estaba basado en el ahora abandonado GQView, y mantiene una interfaz limpia y sencilla.

## Características
- Permite examinar el disco duro en busca de imágenes, organizarlas en categorías y visualizarlas. También permite mostrarlas en forma de presentación. Se puede marcar las carpetas y categorías en los marcadores, y añadir comentarios a cada imagen.
- Incluye un características básicas de edición de imágenes, tales como rotar, redimensionar, aplicar filtros de color, ajustar el brillo y contraste, entre otras cosas.
- Permite exportar álbumes alojados en la Web con varios temas gráficos. Estos álbumes se pueden subir a un sitio web, brindando un mecanismo muy simple de publicar colecciones de fotos en Internet.
- También se incluyen algunas herramientas básicas y esenciales de cualquier visualizador de imágenes, tales como copiar, mover, renombrar, borrar o duplicar imágenes, imprimir, ampliar y convertir de un formato a otro.
- Grabar las imágenes a discos (CD/DVD/BlueRay), mediante Brasero

## Formatos soportados
gThumb soporta los siguientes formatos de imágenes:
- BMP (*.bmp; *.dib)
- JPEG (*.jpeg; *.jpg; *.jpe)
- GIF (*.gif)
- PNG (*.png)
- TIFF (*.tiff; *.tif)
- ICO (*.ico)
- XPM (*.xpm)
- RAW (*.raw, *.crw, ...)

## Requisitos
Para poder utilizar el programa gThumb se necesitan tener instaladas las librerías gráficas GTK+ 2.8, las cuales son implementadas en los entornos de escritorio GNOME y Xfce, entre otros.